# Ґатка (Пултуський повіт)
Ґатка (пол. Gatka) — село в Польщі, у гміні Вінниця Пултуського повіту Мазовецького воєводства.
Населення — 13 осіб (2011).
У 1975-1998 роках село належало до Цехановського воєводства.

## Демографія
Демографічна структура станом на 31 березня 2011 року:
|          | Загалом | Допрацездатний вік | Працездатний вік | Постпрацездатний вік |
| -------- | ------- | ------------------ | ---------------- | -------------------- |
| Чоловіки | 8       | 1                  | 5                | 2                    |
| Жінки    | 5       | 0                  | 3                | 2                    |
| Разом    | 13      | 1                  | 8                | 4                    |